# János Starker
János Starker (Budapest, 5 luglio 1924 – Bloomington, 28 aprile 2013) è stato un violoncellista ungherese naturalizzato statunitense.
Dal 1958 fino al giorno della sua morte, Starker fu professore al Jacobs School of Music, un conservatorio situato nella Indiana University Bloomington, dove ha avuto il titolo di Distinguished Professor.
Starker ricevette il suo primo violoncello prima dell'età di 6 anni. I suoi due fratelli maggiori erano violinisti. Fece la sua prima apparizione pubblica a 6 anni di età. Starker frequentò l'Accademia Musicale Franz Liszt di Budapest.
Alcune delle sue influenze musicali furono i compositori Leó Weiner, Béla Bartók, Zoltán Kodály e Ernő Dohnányi.
Al Teatro La Fenice di Venezia nel 1972 esegue il Concerto per violoncello e orchestra n. 2 (Dvořák).
Nel 1998 vince Grammy Award for Best Instrumental Soloist Performance (without orchestra) per l'album Bach: Suites for Solo Cello della BMG.